# GreenSnap
GreenSnap（グリーンスナップ）は、GreenSnap株式会社が運営する、植物や花のコミュニティサイトである。
他のユーザーが投稿した花や植物の写真にコメントができ、育て方のアドバイスをもらう等、植物好きのユーザーと楽しむことができる。

## 特徴
植物アルバム
投稿した花や植物を日付順やタグ別などでアルバムの様に閲覧できる。
公式アプリ
公式アプリから写真を撮るだけで植物の病気・害虫が分かる機能がある。